# Амори Ноласко
Амори Ноласко Гаридо (енгл. Amaury Nolasco Garrido; Сан Хуан, 24. децембар 1970) амерички је глумац, познат по улози затвореника Фернанда Сукреа у серији Бекство из затвора.